# Cooperit
Cooperit je pomemben platinski mineral s kemijsko formulo (Pt,Pd,Ni)S, ki vsebuje  62,62 % platine in 17,08 % paladija. Njegova največja nahajališča so na več mestih vzdolž Merensky Reef v Transvaalu v Južni Afriki.
Imenuje se po R.A. Cooperju, ki ga je prvi opisal leta 1928. 